# مظلة (أغنية ريانا وجاي-زي)
أمبريلا هي أغنية سجلتها المغنية البربادوسية ريانا لألبومها الإستديو الثالث، قوود قيرل قون باد (2007). مع اشتراك الرابر الأمريكي جي-زي. الأغنية من كتابة ذا-دريم، وكريستوفر ستيوارت، وكوك هاريل، وجي-زي، ومن إنتاج كريستوفر. الأغنية كتبت بالأصل لمغنية البوب بريتني سبيرز، ولكن شركة إنتاجها رفضت الأغنية. «أمبريلا» هي أغنية بوب وآر أند بي وكلمات الأغنية تشير إلى علاقة عاطفية وأفلاطونية وإلى مدى قوة هذه العلاقة. الأغنية أدرجت في قائمة أفضل 500 أغنية باللغة الإنجليزية في كل العصور في المركز 412.

## الأداء التجاري

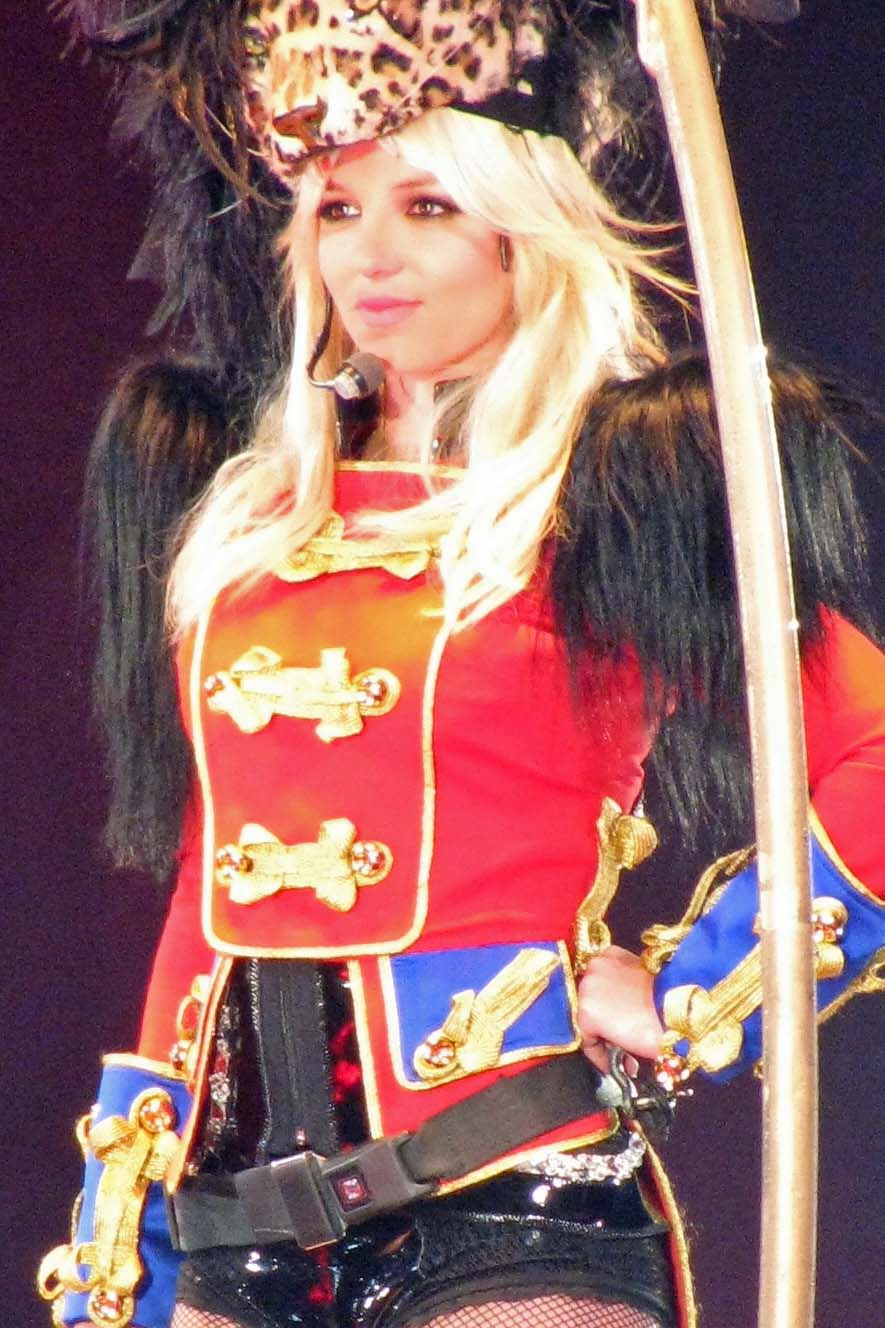
الأغنية كتبت لمغنية البوب بريتني سبيرز، ومع ذلك، بريتني لم تسمعها لأن شركة إنتاجها رفضت الأغنية.

### أمريكا الشمالية وأوقيانوسيا
في الولايات المتحدة، دخلت «أمبريلا» لأول مرة الرسم البياني الأمريكي بيلبورد هوت 100 يوم 28 أبريل، 2007، في المركز الواحد والتسعين. قبل صدور أسطوانة الأغنية المنفردة، حققت «أمبريلا» أكبر دخول جديد في هذه الست سنوات التي مضت من تاريخ آي تونز في الولايات المتحدة، وبهذا حطمت رقم شاكيرا القياسي مع اشتراك وايكلف جين في أغنية «هيبز دونت لاي». بعد صدورها الرقمي، قفزت الأغنية إلى المركز الأول يوم 9 يونيو، 2007 في الأسبوع السابع. في نهاية المطاف أصبحت الأغنية ثاني أكثر أغنية مبيعاً لعام 2007 في بيلبورد هوت 100. اعتباراً من يونيو 2013، باعت «أمبريلا» 4,236,000 نسخة رقمية في الولايات المتحدة، تعتبر خامس أغنية لريانا الأكثر مبيعاً في الولايات المتحدة.
في أستراليا، دخلت «أمبريلا» الرسم البياني الأسترالي لأول مرة وبلغت ذروتها بنفس الوقت في المركز الأول يوم 10 يونيو، 2007، لتصبح ثاني أغنية لريانا تصل إلى المركز الأول في أستراليا من بعد «إس أو إس» (2006). في نهاية العام أصبحت أعلى ثالث أغنية مبيعاً لعام 2007. في نيوزيلندا، دخلت «أمبريلا» لأول مرة الرسم البياني النيوزيلندي في المركز الرابع والثلاثين يوم 14 مايو، 2007. في الأسبوع الرابع، قفزت الأغنية إلى المركز الأول، لتصبح ثاني أغنية لريانا في القمة من بعد «بون دي ريبلاي» (2005). حصلت الأغنية على شهادة البلاتينيوم من قبل اتحاد صناعة التسجيلات في نيوزيلندا، تدل على بيع 15,000 نسخة من الأغنية. أصبحت فيما بعد واحدة من أفضل الأغاني مبيعاً في نيوزيلندا لعام 2007.

### أوروبا
تلقت الأغنية نجاحاً كبيراً، خاصة في المملكة المتحدة. دخلت الأغنية لأول مرة وبلغت ذروتها بنفس الوقت على الرسم البياني البريطاني في المركز الأول على أساس المبيعات الرقمية وحدها، لتصبح أول أغنية لريانا تصل إلى المركز الأول في المملكة المتحدة. خلال الأسبوع الرابع من صدارة الأغنية على الرسم البياني، تصدر ألبوم ريانا قوود قيرل قون باد، ليصبح أول ألبوم لريانا يصل إلى القمة في المملكة المتحدة. في نهاية المطاف وصلت «أمبريلا» إلى مجموعة عشرة أسابيع في المركز الأول، لتصبح أطول أغنية تتصدر المركز الأول في القرن الواحد والعشرين في المملكة المتحدة. بحلول نهاية عام 2008، باعت «أمبريلا» أكثر من 600,000 نسخة، مما يجعلها أكثر أغنية مبيعاً لريانا في ذلك الوقت، قبل أن تصدر «لوف ذا واي يو لاي»، تعاون مع إمينم في عام 2010. حصلت «أمبريلا» على نجاح مماثل في أماكن أخرى في أوروبا، تصدرت الرسوم البيانية لفترات طويلة بما في ذلك سويسرا لمدة تسعة أسابيع، وفي النرويج لمدة سبعة أسابيع، وفي ألمانيا لمدة خمسة أسابيع، وفي النمسا لمدة أربعة أسابيع، وفي بلجيكا لمدة ثلاثة أسابيع. أيضاً وصلت إلى المركز الأول في الدنمارك، وفي المجر. باعت الأغنية في جميع أنحاء العالم أكثر من 6,6 مليون نسخة، مما يجلعها واحدة من أفضل الأغاني الفردية مبيعاً على الإطلاق.

## الجوائز والترشيحات
| السنة | الحفل                                        | البلد المضيف                     | الفئة                               | النتيجة | المصادر |
| ----- | -------------------------------------------- | -------------------------------- | ----------------------------------- | ------- | ------- |
| 2007  | جوائز تي إم أف البلجيكية                     |                                  | أفضل فيديو عالمي                    | رُشِّح     | [ 23 ]  |
| 2007  | جوائز تي إم إف البلجيكية (هولندا)            |                                  | أفضل فيديو عالمي                    | رُشِّح     | [ 24 ]  |
| 2007  | جوائز كبريش                                  |                                  | أفضل أغنية عالمي ة                  | فوز     | [ 25 ]  |
| 2007  | جوائز 40 برينسبالس                           |                                  | أفضل أغنية عالمي ة                  | فوز     | [ 26 ]  |
| 2007  | جوائز موبو                                   |                                  | أفضل فيديو                          | رُشِّح     | [ 27 ]  |
| 2007  | جوائز إم تي في للأغاني المصورة               |                                  | فيديو السنة                         | فوز     | [ 28 ]  |
| 2007  | جوائز إم تي في للأغاني المصورة               | فنانة السنة                      | رُشِّح                                 |         | [ 28 ]  |
| 2007  | جوائز إم تي في للأغاني المصورة               | أغنية السنة المدمرة              | فوز                                 |         | [ 28 ]  |
| 2007  | جوائز إم تي في للأغاني المصورة               | أفضل إخراج                       | رُشِّح                                 |         | [ 28 ]  |
| 2007  | جوائز إم تي في الموسيقية الأوروبية           |                                  | الأغنية الأكثر إدماناً               | رُشِّح     | [ 29 ]  |
| 2007  | جوائز إم تي في للأغاني المصورة اللاتينية     |                                  | أغنية السنة                         | رُشِّح     | [ 30 ]  |
| 2007  | جوائز متش للأغاني المصورة                    |                                  | أفضل فيديو عالمي - فنان             | رُشِّح     | [ 31 ]  |
| 2007  | جائزة اختيار الأطفال نكلوديون الأسترالية     |                                  | الأغنية المفضلة                     | رُشِّح     | [ 32 ]  |
| 2007  | جائزة اختيار الأطفال نكلوديون البريطانية     |                                  | أفضل فيديو مصور من قبل إم تي في هتز | رُشِّح     | [ 33 ]  |
| 2007  | جوائز تين تشويس                              |                                  | اختيار موسيقى: أغنية منفردة         | رُشِّح     | [ 34 ]  |
| 2007  | تسجيل السنة                                  |                                  | تسجيل السنة                         | رُشِّح     | [ 35 ]  |
| 2007  | جوائز في إتش 1 سول فايب                      |                                  | فيديو السنة                         | فوز     | [ 36 ]  |
| 2008  | جوائز آيسكاب بوب الموسيقية                   | الأغنية الأكثر أداءً              | فوز                                 | [ 37 ]  |         |
| 2008  | جوائز آيسكاب رذم أند سول الموسيقية           | أفضل أغنية آر أند بي/هيب-هوب     | فوز                                 | [ 38 ]  |         |
| 2008  | جوائز بربادوس الموسيقية                      |                                  | أفضل فيديو مصور - أنثى              | رُشِّح     | [ 39 ]  |
| 2008  | جوائز بربادوس الموسيقية                      | أغنية السنة                      | فوز                                 |         | [ 39 ]  |
| 2008  | جوائز إيكو                                   |                                  | أغنية السنة                         | رُشِّح     | [ 40 ]  |
| 2008  | جوائز الغرامي                                |                                  | تسجيل السنة                         | رُشِّح     | [ 41 ]  |
| 2008  | جوائز الغرامي                                | أغنية السنة                      | رُشِّح                                 |         | [ 41 ]  |
| 2008  | جوائز الغرامي                                | أفضل تعاون راب/أداء              | فوز                                 |         | [ 41 ]  |
| 2008  | جوائز موسيقى الدانس العالمية                 | أفضل أغنية بوب دانس              | رُشِّح                                 | [ 42 ]  |         |
| 2008  | جوائز موسيقى الدانس العالمية                 | أفضل أغنية آر أند بي/آيربان دانس | فوز                                 | [ 42 ]  |         |
| 2008  | جوائز إم تي في للأغاني المصورة اليابانية     |                                  | فيديو السنة                         | رُشِّح     | [ 43 ]  |
| 2008  | جوائز إم تي في الآسيوية                      |                                  | أفضل تعاون                          | رُشِّح     | [ 44 ]  |
| 2008  | جوائز إم تي في تي آر إل الإيطالية            |                                  | أفضل مركز أول لهذه السنة            | رُشِّح     | [ 45 ]  |
| 2008  | جوائز إم تي في بلاتينيوم لأكثر فيديو تم عرضه |                                  | بلاتينيوم                           | فوز     | [ 46 ]  |
| 2008  | جوائز متش للأغاني المصورة                    |                                  | الفيديو الأكثر مشاهدة               | فوز     | [ 47 ]  |
| 2008  | جوائز إم واي إكس الموسيقية                   |                                  | الفيديو المصور العالمي المفضل       | رُشِّح     | [ 48 ]  |
| 2008  | جوائز صور إن اي اي سي بي                     |                                  | الأغنية المتميزة                    | رُشِّح     | [ 49 ]  |
| 2008  | جوائز سويسرا الموسيقية                       |                                  | أفضل أغنية عالمية                   | فوز     | [ 50 ]  |
| 2010  | جوائز بربادوس الموسيقية                      |                                  | أغنية العقد                         | فوز     | [ 51 ]  |

## الصيغ وقائمة الأغاني
| أسطوانة منفردة ترويجية أمريكية 1. «أمبريلا» مع جي-زي (نسخة الراديو) – 4:14 2. «أمبريلا» شيموس حاجي أند بول إيمانويل (نسخة الراديو) – 4:00 أسطوانة منفردة أوروبية، وأسترالية 1. «أمبريلا» (نسخة الراديو) – 4:14 2. «أمبريلا» شيموس حاجي أند بول إيمانويل (نسخة الراديو) – 3:59 أسطوانة مصغرة منفردة أوروبية 1. «أمبريلا» (نسخة الراديو) – 4:14 2. «أمبريلا» (ريمكس شيموس حاجي أند بول إيمانويل) – 4:01 3. «أمبريلا» (ريمكس ليندبيرغ بالس) – 7:54 4. «أمبريلا» (فيديو) أسطوانة فونوگراف أمريكية جانب أ وب 1. «أمبريلا» (نسخة الراديو) – 4:14 2. «أمبريلا» (اللحن) – 4:17 أسطوانة فونوگراف أوروبية جانب أ 1. «أمبريلا» (ريمكس شيموس حاجي أند بول إيمانويل) – 4:01 جانب ب 1. «أمبريلا» (نسخة الراديو) – 4:14 2. «أمبريلا» (اللحن) – 4:37 | أسطوانة منفردة ترويجية أمريكية، وبرازيلية 1. «أمبريلا» شيموس حاجي أند بول إيمانويل (نسخة الراديو) – 3:59 2. «أمبريلا» جودي دن برودر لش (نسخة الراديو) – 4:42 3. «أمبريلا» جودي دن برودر دستركشن (نسخة الراديو) – 4:25 4. «أمبريلا» ذا ليندبيرغ بالس (نسخة الراديو) – 3:54 5. «أمبريلا» شيموس حاجي أند بول إيمانويل (كلوب مكس) – 6:35 6. «أمبريلا» جودي دن برودر لش (كلوب مكس) – 9:11 7. «أمبريلا» جودي دن برودر دستركشن (كلوب مكس) – 7:57 8. «أمبريلا» ذا ليندبيرغ بالس (كلوب مكس) – 7:54 9. «أمبريلا» ذا ليندبيرغ بالس (دب) – 6:46 أسطوانة منفردة ترويجية بريطانية 1. «أمبريلا» شيموس حاجي أند بول إيمانويل (كلوب مكس) – 6:35 2. «أمبريلا» جودي دن برودر لش (كلوب مكس) – 9:11 3. «أمبريلا» ذا ليندبيرغ بالس (كلوب مكس) – 7:54 4. «أمبريلا» جودي دن برودر دستركشن (كلوب مكس) – 7:57 5. «أمبريلا» ذا ليندبيرغ بالس (دب) – 6:46 6. «أمبريلا» شيموس حاجي أند بول إيمانويل (نسخة الراديو) – 3:59 7. «أمبريلا» ذا ليندبيرغ بالس (نسخة الراديو) – 3:54 |

## الرسوم البيانية
| الرسم البياني (2007)                                | المركز | المصادر |
| --------------------------------------------------- | ------ | ------- |
| أستراليا (ARIA)                                     | 1      | [ 60 ]  |
| النمسا (Ö3 Austria Top 40)                          | 1      | [ 61 ]  |
| بلجيكا (Ultratop 50 Flanders)                       | 1      | [ 62 ]  |
| بلجيكا (Ultratop 50 Wallonia)                       | 3      | [ 63 ]  |
| كندا (Canadian Hot 100)                             | 1      | [ 64 ]  |
| جمهورية التشيك (IFPI)                               | 2      | [ 65 ]  |
| الدنمارك (Tracklisten)                              | 1      | [ 66 ]  |
| فنلندا (Suomen virallinen lista)                    | 2      | [ 67 ]  |
| فرنسا (SNEP)                                        | 6      | [ 68 ]  |
| ألمانيا (Media Control Charts)                      | 1      | [ 69 ]  |
| المجر (Rádiós Top 40)                               | 1      | [ 70 ]  |
| المجر (Dance Top 40)                                | 2      | [ 70 ]  |
| المجر (Single Top 10)                               | 5      | [ 70 ]  |
| أيرلندا (IRMA)                                      | 1      | [ 71 ]  |
| إيطاليا (FIMI)                                      | 3      | [ 72 ]  |
| هولندا (Mega Single Top 100)                        | 2      | [ 73 ]  |
| نيوزيلندا (Recorded Music NZ)                       | 1      | [ 74 ]  |
| النرويج (VG-lista)                                  | 1      | [ 75 ]  |
| سلوفاكيا (IFPI)                                     | 1      | [ 76 ]  |
| السويد (Sverigetopplistan)                          | 2      | [ 77 ]  |
| سويسرا (Schweizer Hitparade)                        | 1      | [ 78 ]  |
| المملكة المتحدة (The Official Charts Company)       | 1      | [ 79 ]  |
| الولايات المتحدة (Billboard Hot 100)                | 1      | [ 80 ]  |
| الولايات المتحدة (Billboard Adult Pop Songs)        | 28     | [ 81 ]  |
| الولايات المتحدة (Billboard Dance Club Songs)       | 1      | [ 82 ]  |
| الولايات المتحدة (Billboard Dance/Mix Show Airplay) | 1      | [ 83 ]  |
| الولايات المتحدة (Billboard Digital Songs)          | 1      | [ 84 ]  |
| الولايات المتحدة (Billboard Latin Airplay)          | 32     | [ 85 ]  |
| الولايات المتحدة (Billboard Latin Pop Songs)        | 19     | [ 86 ]  |
| الولايات المتحدة (Billboard Hot Latin Songs)        | 32     | [ 87 ]  |
| الولايات المتحدة (Billboard Pop Songs)              | 2      | [ 88 ]  |
| الولايات المتحدة (Billboard R&B/Hip-Hop Airplay)    | 4      | [ 89 ]  |
| الولايات المتحدة (Billboard Hot R&B/Hip-Hop Songs)  | 4      | [ 90 ]  |
| الولايات المتحدة (Billboard Radio Songs)            | 1      | [ 91 ]  |
| الولايات المتحدة (Billboard Rhythmic Songs)         | 3      | [ 92 ]  |
| الولايات المتحدة (Billboard Ringtones)              | 3      | [ 93 ]  |

| الرسم البياني (2007)                           | المركز | المصادر |
| ---------------------------------------------- | ------ | ------- |
| أستراليا (ARIA)                                | 3      | [ 94 ]  |
| النمسا (Ö3 Austria Top 40)                     | 2      | [ 95 ]  |
| المجر (Rádiós Top 40)                          | 15     | [ 96 ]  |
| المجر (Dance Top 40)                           | 20     | [ 97 ]  |
| أيرلندا (IRMA)                                 | 2      | [ 98 ]  |
| هولندا (Mega Single Top 100)                   | 8      | [ 99 ]  |
| السويد (Sverigetopplistan)                     | 9      | [ 100 ] |
| سويسرا (Schweizer Hitparade)                   | 2      | [ 101 ] |
| المملكة المتحدة (The Official Charts Company)  | 2      | [ 102 ] |
| الولايات المتحدة (Billboard Hot 100)           | 2      | [ 103 ] |
| الولايات المتحدة (Billboard Dance Club Songs)  | 40     | [ 104 ] |
| الولايات المتحدة (Billboard Digital Songs)     | 4      | [ 105 ] |
| الولايات المتحدة (Billboard Pop Songs)         | 2      | [ 106 ] |
| الولايات المتحدة (Billboard R&B/Hip-Hop Songs) | 39     | [ 107 ] |
| الولايات المتحدة (Billboard Radio Songs)       | 3      | [ 108 ] |

| الرسم البياني (2000-2009) | المركز | المصادر |
| ------------------------- | ------ | ------- |
| أستراليا (ARIA)           | 67     | [ 109 ] |

## الشهادات
| الدولة           | المزود         | الشهادات     | المبيعات  | المصادر |
| ---------------- | -------------- | ------------ | --------- | ------- |
| أستراليا         | (ARIA)         | بلاتينيوم    | 70,000    | [ 110 ] |
| بلجيكا           | (BEA)          | بلاتينيوم    | 30,000    | [ 111 ] |
| البرازيل         | (ABPD)         | بلاتينيوم    | 40,000    | [ 112 ] |
| الدنمارك         | (IFPI Denmark) | 2× بلاتينيوم | 60,000    | [ 113 ] |
| فنلندا           | (SNEP)         | بلاتينيوم    | 10,000    | [ 114 ] |
| ألمانيا          | (BVMI)         | بلاتينيوم    | 300,000   | [ 115 ] |
| اليابان          | (FIMI)         | قولد         | 100,000   | [ 116 ] |
| نيوزيلندا        | (RMNZ)         | بلاتينيوم    | 15,000    | [ 117 ] |
| إسبانيا          | (PROMUSICAE)   | 8× بلاتينيوم | 320,000   | [ 118 ] |
| المملكة المتحدة  | (BPI)          | بلاتينيوم    | 600,000   | [ 119 ] |
| الولايات المتحدة | (RIAA)         | 3× بلاتينيوم | 3,000,000 | [ 120 ] |

## تاريخ الإصدار
| الدولة           | التاريخ        | نوع الإصدار              | الشركة المنتجة | المصادر                 |
| ---------------- | -------------- | ------------------------ | -------------- | ----------------------- |
| الولايات المتحدة | أبريل 24، 2007 | ماينستريم راديو          | ديف جام        | [ 121 ] [ 122 ] [ 123 ] |
| الولايات المتحدة | أبريل 24، 2007 | ريذمك كونتيمبوراري راديو | ديف جام        | [ 121 ] [ 122 ] [ 123 ] |
| الولايات المتحدة | أبريل 24، 2007 | آيربان راديو             | ديف جام        | [ 121 ] [ 122 ] [ 123 ] |
| المملكة المتحدة  | مايو 14، 2007  | تحميل رقمي               | ميركوري        | [ 124 ]                 |
| المملكة المتحدة  | مايو 28، 2007  | أسطوانة منفردة           | ميركوري        | [ 124 ]                 |
| ألمانيا          | مايو 25، 2007  | أسطوانة منفردة           | يونيفرسال      | [ 125 ]                 |
| فرنسا            | يوليو 23، 2007 | أسطوانة منفردة           | ديف جام        | [ 126 ]                 |